# Powerball

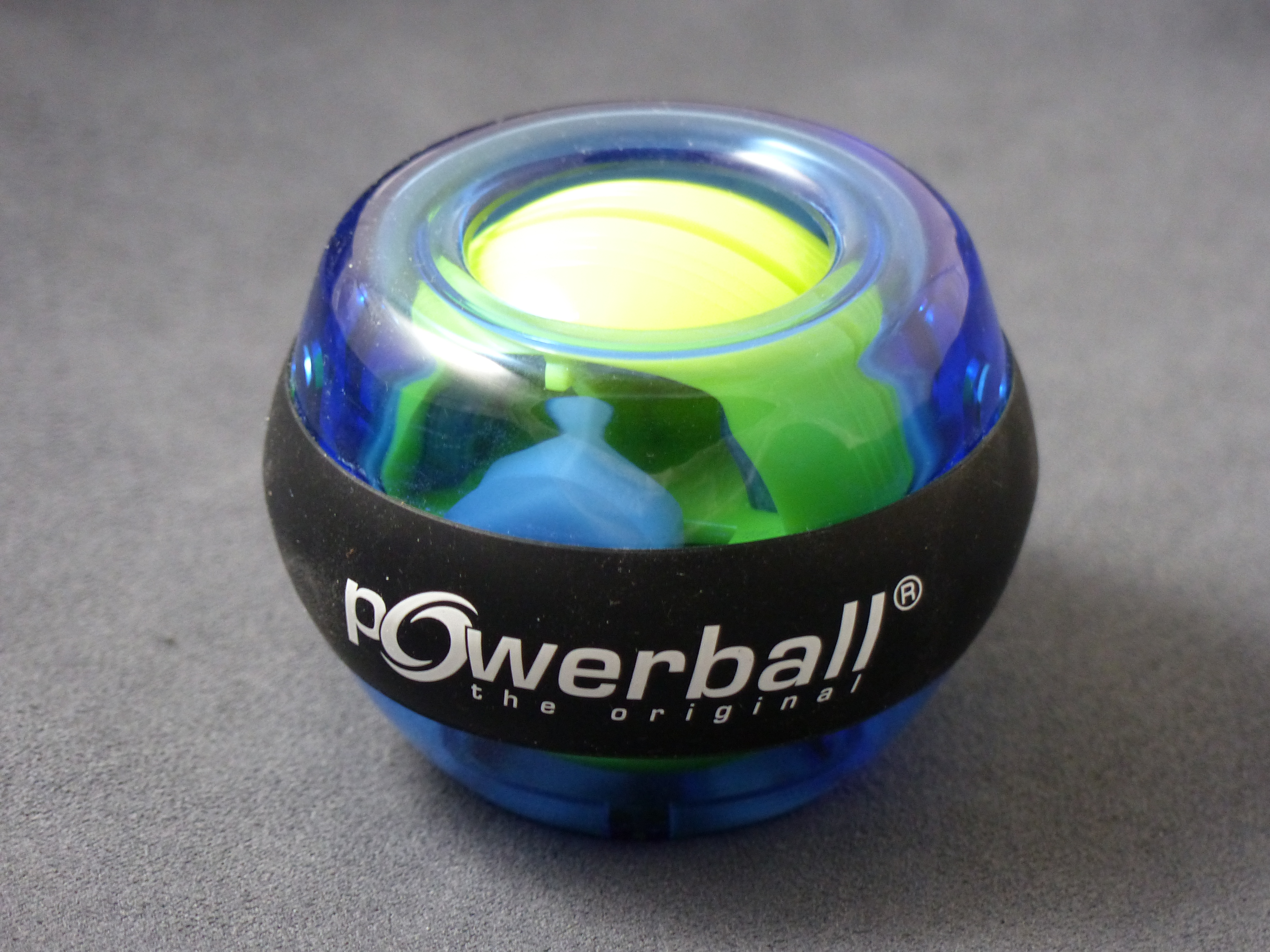
Proste urządzenie powerball

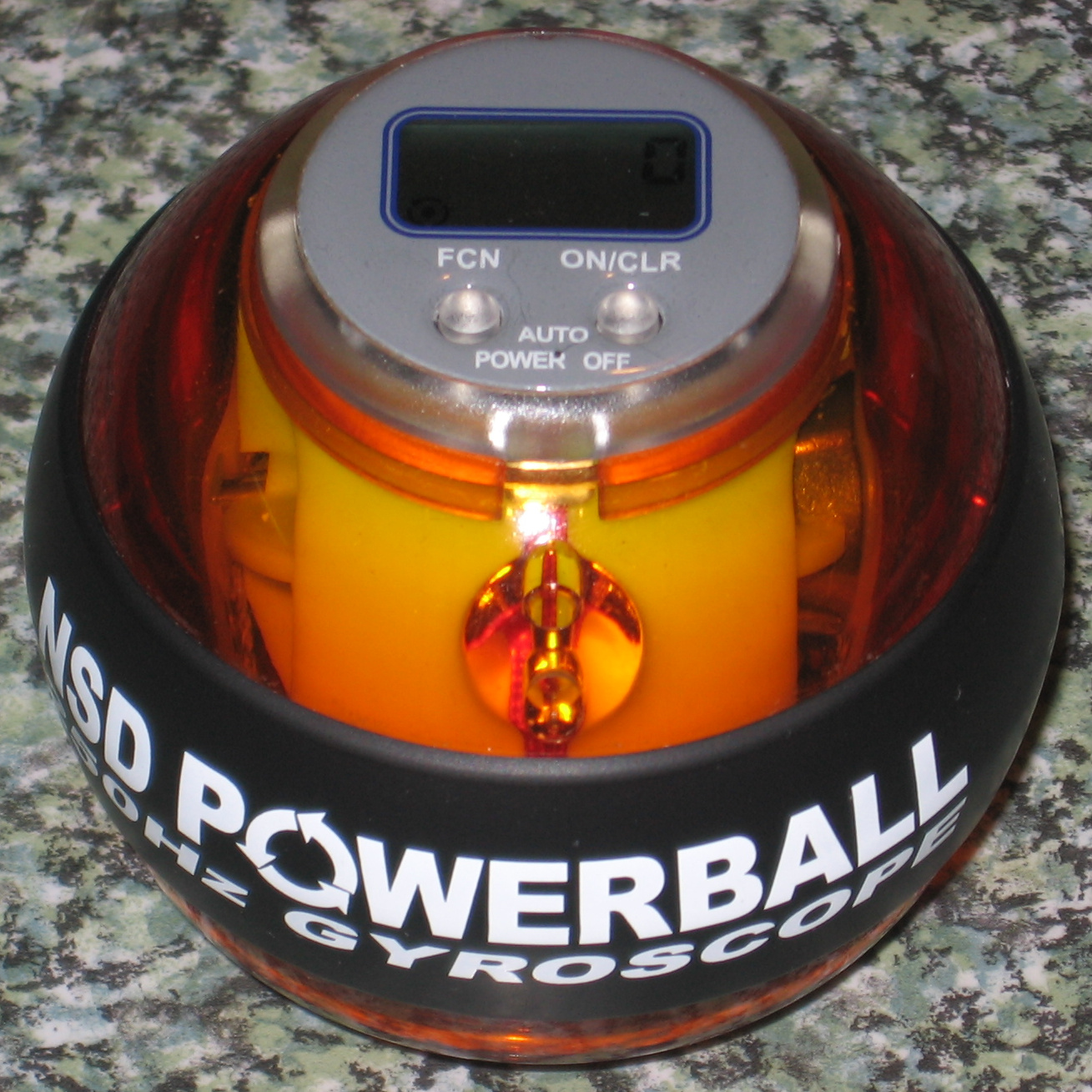
Powerball z licznikiem

Powerball – urządzenie służące do treningu siły chwytu oraz kształtowania siły palców, ramienia (bicepsy) i przedramienia. Nadaje się zarówno do ćwiczeń wzmacniających, jak i rehabilitacyjnych.
Jest to specjalnie skonstruowana kulka do ćwiczeń wielkości piłeczki do tenisa ziemnego. Opracowana została przez specjalistów z NASA, aby astronauci lecący w kosmos pozostawać mogli w dobrej kondycji fizycznej, gdyż treningi z obciążeniem w przestrzeni kosmicznej byłyby nieskuteczne, na skutek panującego tam stanu nieważkości. W związku z tym zaprojektowano urządzenie do ćwiczenia mięśni rąk, które działa na zasadzie siły odśrodkowej.

## Sposób ćwiczenia z powerballem
Ćwiczenia na początku mogą tylko sprawiać pewną trudność z wprowadzaniem w ruch kulki znajdującej się w powerballu. W tym celu należy użyć sznureczka, który powinien znajdować się w zestawie. Sznurek należy włożyć w specjalny otwór i nawinąć wzdłuż prowadnicy znajdującej się na kuli obracającej rotor. Gdy całość sznurka zostanie nawinięta, szybkim ruchem należy pociągnąć za niego (ruch podobny, jak przy uruchamianiu linką kosiarki). Osoby nieco zaawansowane są w stanie rozpędzić urządzenie poprzez szybkie potarcie wewnętrznej kulki kciukiem. Przy 15 tys. obrotów można uzyskać siłę nawet do 20 kg działającą na nadgarstek.